# 142 Polana
142 Polana è un piccolo e scuro asteroide della Fascia principale. È un pianetino carbonioso primitivo di tipo F (una suddivisione del più comune tipo C).
È il membro principale della famiglia di asteroidi Polana, che è correlata alla famiglia Nysa.
Polana fu scoperto il 28 gennaio 1875 da Johann Palisa dall'Osservatorio della marina di Pola, di cui fu direttore dal 1872 al 1880, grazie a un telescopio rifrattore da 6 pollici. Fu battezzato così in onore della città di Pola da dove Polana fu individuato.